# قائمة المستكشفين القطبيين
قائمة المستكشفين القطبيين (بالإنجليزية: List of polar explorers)‏ هي قائمة مخصصة للتعرف على المُستكشفين الرائدين في المناطق القطبية. ولا تشمل المسافرين والحملات الاستكشافية اللاحقة.

## القائمة
- Jameson Adams
- Stian Aker
- Valerian Albanov
- روال أموندسن
- زالومون أوقست أندريه
- بيوتر أنجو
- Josée Auclair
- Mikhail Babushkin
- Konstantin Badygin
- كارل إرنست فون باير
- Georgiy Baidukov
- Ann Bancroft
- ويليام بارنتز
- Michael Barne
- روبرت بارتليت
- Nikifor Begichev
- فابيان غوتليب فون بيلينغسهاوزن
- Edward W. Bingham
- Olav Bjaaland
- Alfred Björling
- كارستن بورشغرفنك
- Jon Bowermaster
- هنري روبرتسون باورز
- Louise Arner Boyd
- إدوارد برانزفيلد
- Philip Brocklehurst
- ويليام سبيرز بروس
- Georgy Brusilov
- Daniel Byles
- ريتشارد إيفلين بيرد
- تود كارمايكل
- Umberto Cagni
- جاك كارتييه
- سيميون تشيليوسكين
- أبسلي شيري جيرارد
- فاسيلي تشيتشاغوف
- Valery Chkalov
- جيرمي كلاركسون[1]
- جورج كومر
- Sebastian Copeland
- فريدريك كوك
- جيمس كوك
- هنري كوكسن
- أوغسطين كورتولد
- Albert P. Crary
- توم كرين
- فرنسيس كروزيّر  [لغات أخرى]‏
- Edgeworth David
- Jason De Carteret
- إدوين دي هافن
- جورج واشنطن ديلونج
- George J. Dufek
- جول دومون دو أورفيل
- لينكولن إلسوورث
- إدوارد إيفانز  [لغات أخرى]‏
- إدغار إيفانز
- رانولف فينيس
- جون فرانكلين
- Peter Freuchen
- مارتن فروبيشر
- فيفيان فوكس
- توبياس فورنوكس
- Yakov Gakkel
- Matvei Gedenschtrom
- أدريان دي جيرلاش
- يوهان جورج جملين
- أدولفوس غيرلي
- Pen Hadow
- تشارلز فرنسيس هال
- Helmer Hanssen
- Bernhard Hantzsch
- سفيري هاسل
- Adrian Hayes
- إسحاق إزرائيل هايز
- صامويل هيرن
- ماثيو هينسون
- والي هربرت
- Alex Hibbert
- إدموند هيلاري
- جون هورنبي
- Andreas Hovgaard
- هنري هدسون
- إدوارد إزرائيل
- هيلمار يوهانسن
- Antony Jinman
- Erling Kagge
- Otto Kalvitsa
- إليشا كينت كان
- سيدني كيركباي
- جيرالد كيتشام
- ماريا كلينوفا
- Lauge Koch
- ألكسندر كولتشاك
- Nikolai Kolomeitsev
- Alexander Kuchin
- باول لاندري
- Dmitry Laptev
- Khariton Laptev
- Christian Leden
- Ernest de Koven Leffingwell
- Percy Lemon
- Godske Lindenov
- Martin Lindsay
- Fyodor Litke
- Ivan Lyakhov
- أليستر فوربس ماكاي
- ألكسندر ماكينزي
- Cecil Madigan
- Rune Malterud
- Stepan Malygin
- Donal T. Manahan
- ألبرت هاستينغز ماركهام
- Eric Marshall
- Fyodor Matisen
- Fyodor Matyushkin
- دوغلاس ماوسون
- جيمس ماي[1]
- فرانسيس ليوبولد مكلينتوك
- Jim McNeill
- Janice Meek
- Alexander Middendorf
- Ejnar Mikkelsen
- Fyodor Minin
- جيرهارد مولر
- فريتيوف نانسين
- جورج ناريس
- Alfred Gabriel Nathorst
- Edward Nelson
- Umberto Nobile
- أدولف إريك نوردنسكيولد
- Børge Ousland
- Dmitry Ovtsyn
- Pyotr Pakhtusov
- ناثانيل بالمر
- Ivan Papanin
- William Parry
- Charlie Paton
- روبرت إدوين بيري
- Yakov Permyakov
- Eric Philips
- Ralph Plaisted
- Fedot Popov
- Richard Profit
- Vasili Pronchishchev
- Maria Pronchishcheva
- لويس بف
- Emil Racovita
- بيير إسبريت راديسون  [لغات أخرى]‏
- جون راي
- يوحنا راسموسن
- أندرو ريغان
- George W. Rice
- جون ريتشاردسون
- Hjalmar Riiser-Larsen
- Quintin Riley
- Alfred Ritscher
- جاكي رون
- Finn Ronne
- جيمس كلارك روس
- جون روس  [لغات أخرى]‏
- Vladimir Rusanov
- John Rymill
- Rudolf Samoylovich
- Yakov Sannikov
- بين سوندرز
- أوتو شميدت
- William Scoresby
- روبرت فالكون سكوت
- Georgy Sedov
- إرنست شاكلتون
- شيراز نوبو
- Pyotr Shirshov
- Paul Siple
- Mikhail Somov
- Pavel Senko
- Mikhail Stadukhin
- فيلهلمور ستيفانسون
- Will Steger
- Otto Sverdrup
- Robert Swan
- Eduard Toll
- Yevgeny Tolstikov
- Alexey Tryoshnikov
- Avgust Tsivolko
- Nikolay Urvantsev
- Georgy Ushakov
- Merkury Vagin
- Boris Vilkitsky
- Vladimir Vize
- Lawrence Wager
- بول ووكر  [لغات أخرى]‏
- Carl Frederick Wandel
- Gino Watkins
- ريتشارد ويبر
- جيمس ودل
- والتر ولمان
- فرانك وايلد
- هوبير ويلكينز
- Oscar Wisting
- فرانك ورسلي
- فرديناند فون رانجيل